# David Rowbotham
David Rowbotham AM (* 27. August 1924 in Toowoomba, Queensland; † 6. Oktober 2010 in Brisbane) war ein australischer Dichter, dessen lange Karriere wegen ihres Umfangs und der Energie bemerkenswert ist.
Rowbotham diente im Zweiten Weltkrieg an der Front im Pazifik. Er besuchte die Universität Queensland und arbeitete viele Jahre lang als Journalist. Da er für viele andere australische Schriftsteller ein Freund und Mentor war, unterhielt er umfangreiche internationale Kontakte und reiste regelmäßig in die USA. Obwohl sie formal lyrisch sind, beschäftigen sich Rowbothams Gedichte oft mit der Geschichte. Nachdem der Verlag Penguin 1994 seine Selected Poems, die einen Zeitraum von 50 Jahren abdecken, veröffentlicht hatte, begann er eine überraschend späte produktive Periode, die ihren Höhepunkt in der Veröffentlichung der viel gelobten Poems for America 2002 fand. 2005 gab Picaro Press in der Wagtail-Reihe ein Volksbuch unter dem Titel The Brown Island heraus.

## Weblink
- Biografie (engl.)

## Einzelnachweis
1. ↑  Nachruf Rowbotham (engl.)

| Personendaten    | Personendaten                     |
| ---------------- | --------------------------------- |
| NAME             | Rowbotham, David                  |
| KURZBESCHREIBUNG | australischer Dichter             |
| GEBURTSDATUM     | 27. August 1924                   |
| GEBURTSORT       | Toowoomba, Queensland, Australien |
| STERBEDATUM      | 6. Oktober 2010                   |
| STERBEORT        | Brisbane                          |